# Кубок Испании по футболу 1957
Кубок Испании по футболу 1957 — 53-й розыгрыш Кубка Испании по футболу выиграла Барселона. Этот кубок стал тринадцатым в истории команды. 
Соревнование прошло в период с 28 апреля по 16 июня 1957 года.

## Результаты матчей

### 1/4 финала
| Команда 1            | Итог | Команда 2     | 1-й матч | 2-й матч |
| -------------------- | ---- | ------------- | -------- | -------- |
| Депортиво Ла-Корунья | 1:7  | Реал Сосьедад | 0:0      | 1:7      |
| Эспаньол             | 3:2  | Сельта        | 2:1      | 1:1      |
| Реал Вальядолид      | 1:4  | Валенсия      | 1:1      | 0:3      |
| Реал Мадрид          | 3:8  | Барселона     | 2:2      | 1:6      |

### 1/2 финала
| Команда 1     | Итог | Команда 2 | 1-й матч | 2-й матч |
| ------------- | ---- | --------- | -------- | -------- |
| Эспаньол      | 2:1  | Валенсия  | 1:0      | 1:1      |
| Реал Сосьедад | 2:10 | Барселона | 1:5      | 1:5      |

### Финал
| 16 июня, 1957 | \| Барселона \| 1:0 \| Эспаньол \| \| Сампедро 79′ \| Голы \| \| | Олимпийский стадион, Барселона |
| Барселона     | 1:0                                                              | Эспаньол                       |
| Сампедро 79′  | Голы                                                             |                                |